# World Series of Poker Europe 2017
Le World Series of Poker Europe 2017 (WSOPE) si sono tenute dal 19 ottobre al 10 novembre al King's Casino di Rozvadov in Repubblica Ceca. Si è trattato della 9ª edizione delle WSOPE.
Sono stati assegnati 11 braccialetti delle World Series of Poker. Il torneo principale, ossia il € 10.350 No Limit Hold'em Main Event è stato vinto dallo spagnolo Marti Roca de Torres.

## Eventi
| Evento | Nome                                                | Iscritti | Vincitore            | Premio (€) | Ultimo giocatore eliminato |
| ------ | --------------------------------------------------- | -------- | -------------------- | ---------- | -------------------------- |
| 1      | € 1.100 No Limit Hold'em Monster Stack              | 561      | Oleksandr Shcherbak  | 117707 €   | Viliyan Petleshkov         |
| 2      | € 550 Pot Limit Omaha                               | 523      | Andreas Klatt        | 56400 €    | Nico Ehlers                |
| 3      | € 1.100 No Limit Hold'em Super Turbo Bounty         | 325      | Martin Kabrhel       | 53557 €    | Philipp Caranica           |
| 4      | € 1.650 No Limit Hold'em Six-Handed                 | 240      | Theodore McQuilkin   | 88043 €    | Jan Bednar                 |
| 5      | € 550 The Colossus No Limit Hold'em                 | 4.115    | Matous Skorepa       | 270015 €   | Florian Fuchs              |
| 6      | € 2.200 Pot Limit Omaha                             | 191      | Lukas Zaskodny       | 93677 €    | Allen Kessler              |
| 7      | € 1.650 Pot Limit Omaha Hi-Lo 8 or Better           | 92       | Chris Ferguson       | 39289 €    | Stanislav Wright           |
| 8      | € 1.100 Little One for One Drop No Limit Hold'em    | 868      | Albert Hoekendijk    | 170764 €   | Thomas Hofmann             |
| 9      | € 25.000 No Limit Hold'em High Roller               | 113      | Niall Farrell        | 745287 €   | Benjamin Pollak            |
| 10     | € 111.111 High Roller for One Drop No Limit Hold'em | 132      | Dominik Nitsche      | 3487463 €  | Andreas Eiler              |
| 11     | € 10.350 No Limit Hold'em Main Event                | 529      | Marti Roca de Torres | 1115207 €  | Gianluca Speranza          |

### Main Event
| Posizione | Nome                 | Premio (€) |
| --------- | -------------------- | ---------- |
| 1         | Marti Roca de Torres | 1115207 €  |
| 2         | Gianluca Speranza    | 689246 €   |
| 3         | Maijs Jonkers        | 476585 €   |
| 4         | Robert Bickley       | 335089 €   |
| 5         | Niall Farrell        | 239639 €   |
| 6         | Maria Ho             | 174365 €   |
| 7         | Jack Salter          | 129121 €   |
| 8         | Luis Rodriguez       | 97344 €    |